# 한강의 기적
한강의 기적이란 '제2차 세계 대전에서 패전한 서독이 선진국으로 빠르게 도약한 일'을 라인강의 기적이라 부르던 것을 장면 내각에서 한강에 빗대어 전쟁을 치르고 국토가 황폐화가 되어버린 대한민국도 독일처럼 되어야 한다고 역설했던 것에서 유래하였다. 현재 이 용어는 대한민국에서 6.25 전쟁 이후부터 아시아 금융 위기 시기까지 나타난 반세기에 이르는 급격한 경제 성장을 나타내는 상징적인 용어이다.

## 배경

### 시대적 상황
일제강점기로 인해 한국의 경제상황은 전부터 안 좋았고 6.25 전쟁으로 한국은 완전히 초토화가 되버렸다. 북한은 휴전협정 이후에도 끊임없이 대남도발을 감행하면서 적화통일을 노리고 있었다. 이러한 상황은 언제든 다시 전쟁이 일어날 수 있었고 북한으로 인해 한국은 사실상 섬나라가 되면서 물류 이동에 한계가 있을 수밖에 없었기에 외국으로부터 투자를 받는 것도 어려워졌다. 그러나 한미상호방위조약으로 철수했던 주한미군이 한국에 다시 주둔하면서 간신히 안보에 숨통이 트여 미국과 일본의 투자를 받게 되었다.
냉전이 전세계를 덮치고 세계는 미국을 중심으로 하는 자본주의 진영과 소련을 중심으로 하는 공산주의 진영으로 나뉘었다. 한국은 북한 공산주의 정권의 침략으로 자본주의를 선택하게 되었다. 그리고 한국은 미국의 우방국이 되면서 미국의 원조를 받게 되었다.

### 자원부족
자원은 나라에 부를 가져다 주지만 한국은 지하자원이 적었다. 애초에 중동처럼 석유를 팔아 돈을 벌겠다는 생각은 꿈도 꿀 수 없었다. "기름 한방울 나지 않는 나라" 라는 말이 괜히 있는게 아니다. 그나마 상동광산에서 생산된 텅스텐을 미국에 수출했다.
그런데 이 덕분에 1차산업에 집중했던 다른 개발도상국들과 달리 2차산업에 집중할 수 있었고 결국 제조업 발달에 큰 영향을 끼치게 되었다. 자원의 저주에 걸린 다른 나라들도 많다.

## 역사
1953년 7월 27일 휴전 이후, 1인당 GDP가 67달러라는 처참한 수치에서 만들 수도 없던 설탕을 만들어 내는 등 '수입대체공업 위주'의 성장을 하기 위해 노력하며 경제성장률에 집착하지 않고 초인플레이션과 통화증발 문제를 해결하는데 주력하였다. 한국 경제는 정전 직후인 1954년부터 1959년까지 연평균 4.4% 성장했으며, 이것은 당시 다른 후진국들에 비해 높은 편이었다.
에즈라 보겔 하버드대 명예교수가 중앙선데이에 대한 답신에서 "박정희 시기는 평균 성장률 8.5%의 고도성장 시대였으나, 경제 성장만 놓고 보더라도 폭과 깊이가 널뛰기했던 불확실하고 아슬아슬한 시기였으며, 외환보유액이 언제든지 바닥날 수 있는 불안한 나라였다."고 지적하였다.
5.16 군사 정변부터 1979년까지 한국은 여러 차례 외환위기와 부도위기를 겪었고, 마이너스 성장만해도 1963년과 1964년의 2분기, 1961년, 1962년, 1965년, 1966년, 1979년의 각각 3분기, 1970년과 1978년 1분기, 1967년과 1968년의 4분기 등 1961~1979 박정희 집권 74분기 중 14분기(19%)에 이르렀으며, 매년 두자릿수 심지어 두차례의 2차 오일쇼크후로는 20%에 육박하는 물가인상을 겪어 다른 동아시아 국가와는 뚜렷한 차이를 보이고 있다.
그러나, 대한민국군 베트남전 참전, 한독근로자채용협정에 의한 '파독광부'와 '파독 간호사'을 통한 군무기 현대화 및 외화 소득 증대, 노동집약 중공업의 중동 진출 등으로써 이를 상쇄하는 한편, 5.16 군사정변 이전인 1960년도 74개의 개도국에서 사회,문화 복합지표로 15위를 차지하는 등 양질의 인적자원이 높은 인구 밀도로 인해 밀집되고 국토 또한 대부분이 과포화된 상태로 개발이 이루어진 덕분에 꾸준히 내수가 발달하고 이것이 특히 50년대부터 70년대 중반까지 한국 경제성장에, 60년대 후반~70년대 전반 음식료품을 제외한 경공업과 기계공업을 빼면, 수출보다 많은 기여를 하였다.
그 후에 대한민국은 개발도상국에서 선진국으로 도약할 수 있었으며, 이시기의 전문가들은 시멘트, 비료, 자동차, 가전, 철강 등에 대한 수입대체전략과 면방직, 노동집약 건설업 등을 중심으로 하는 수출주도전략의 복선형 발전이 효과를 거두었다고 평가한다.

### 북한과의 경제 격차
북한은 1953년 이후 중화학공업 중심의 계획경제를 추진하여 1960년까지 연평균 20%의 경제성장을 기록함으로써 1957년부터 10여 년간 일시적으로 대한민국 1인당 국내 총생산을 추월하게 되나, 장면 내각에서 내놓은 경제개발 5개년 계획을 박정희 정권에서 보완해가며 경공업 중심으로 수출을 늘려온 대한민국에게 1969년 혹은 1970년대 중반부터 다시 따라잡히고 비로소 남한이 1980년대 중공업을 축소(산업합리화)함으로써 북한을 크게 따돌리기 시작하여 오늘날 그 격차가 수십배에 이르게 되었다.
전후 북한은 소련의 무상 지원 13억 루블 등, 동유럽 공산권 국가들 및 중화인민공화국의 막대한 지원을 받았고, 한국은 유엔국가들(UN), 미국에서 수십억 달러의 막대한 지원을 받았다. 반짝 성장보다는 안정을 꾀해 긴축을 펼쳤던 남한에 비해 북한이 중공업 투자를 활발히 하였고, 또한 북한의 인구규모가 남한에 열세였을 뿐더러 1인당 원조액이 높아서 한동안 북한이 남한을 앞서갔다. 그 후에 1980년대 후반 공산권 국가들이 연달아 붕괴하였고, 그 주축인 소련의 붕괴로 북한은 더 이상 무상원조를 받을 수가 없다.

### 경부고속국도의 등장
1950년대 중반에 도로기술 공무원들이 미국의 도로 및 도로공사를 연수 시찰하면서 정부는 고속도로에 관심을 가지게 되었고, 1950년대 후반부터 국토종합개발계획의 필요성이 정부 내에서 논의되기 시작하여 1960년 국토건설본부가 설립, 장면내각에서 국토개발사업이 실시되며, 5.16 군사정변 이후 국토계획기본구상(1963년 7월), 국토건설종합계획법(1963년 10월 14일)으로 인해 국토종합개발을 위한 제도적 기틀을 갖추게 되었다.
한편, 제1차 경제개발 5개년 계획으로 인해 수송난이 심각해졌으나 박정희 정부는 철도 중심의 개발을 하며 고속도로에 대한 사회적 요구는 증폭되었고 그럼에도 제2차 경제개발계획의 철도예산이 도로예산의 3.5배인 점, 철도보다 고속국도가 훨씬 미래성 있다는 점 등의 비판을 거치며 1967년, 토지계획기본구상이 수정 보완되어 대국토건설계획서(안)이 되었고, 이에 고속도로 10개년계획(1970)(고속도로, 문화공보부) 등 여러 고속국도 계획서로써 서울-인천 간 6차선 그리고 서울-수원간 4차선 고속도로 건설계획이 포함됨으로써 고속도로 건설이 최초로 정부 문서에 명문화되기에 이르러 경부고속도로를 비롯한 여러 도로가 우선순위 싸움을 거치며 세워지게 된다.

### 박정희 정부가 주도한 중농정책
5.16 군사정변 후 국가재건최고회의는 농업협동조합과 농업은행을 통합하는 한편, 이자의 8%p를 국고로 보조해주는 등 고리채를 탕감해주어 돈이 원활히 순환하도록 하였다. 한편 정부수매, 담보융자, 국고보조 등을 확대하여 농산물 수출을 장려하는 한편 농업 용수원 개발사업, 낙농 투자 등에 해외차관을 들여와 중농정책을 펼쳤으나 공산품 수출과 달리 계획치를 달성하는데는 실패하여 장면내각의 노선에 역점을 둠으로써 중농정책이 일시적으로 위축되었다.
그럼에도 1967년까지 농촌의 인구는 전국 인구의 과반으로서 꾸준히 늘어나는 등 7대 대선까지 선거의 핵심 축이었음에는 변함없었고, 박정희 정부는 많은 자원을 농촌과 농업에 투자하여 농업구조를 혁신하려 하였다. 비록 성과를 거두진 못했으나 농업 부흥 농업구조정책심의위를 설치하고 협업농장이 운영되었었고, 중단되기는 했으나 자립안전농가 조정사업도 시도되었다.
특히 60년대 후반부터는 정부는 박정희의 주도아래 적극적인 농업육성책에 돌입하여 그 일환으로 4대강 유역 종합개발, 통일벼 보급, 복합영농화, 새마을운동 등을 실시하였고 중화학공업을 천명하던 1973년 1월에도 "우리가 고도 성장을 계속 지속해 나가기 위해서는 중화학 공업을 앞으로 중점적으로 육성발전시켜 나가야 하겠고, 수출 산업을 더욱 확충해서 수출의 지속적인 신장을 기해야 하겠고, 농수산 분야에 대한 투자를 확대해서 도농간의 격차를 해소하는 데 정부는 집중적인 노력을 기울일 것이다.
물론, 우리가 농어촌에도 중점 개발을 해야 되겠고 딴 일도 해야 되겠지만, 결국은 농어촌을 중점 개방하자면 수출을 해서 외화를 많이 벌어 정부가 그 만큼 부자가 되어야만 농촌에 많이 투자를 할 수 있다. 그래서, 우리는 80년대의 수출 목표를 약 100억 달러까지 올려보자. 그 밖에 우리 농어촌에도 새마을 운동을 뒷받침하기 위한 중소 공장들이 많이 들어서게 될 것이다. 그렇게 함으로써 우리 농어민들의 소득 증대에 크게 이바지하게 하여, 우리 농촌도 도시 못지 않게 살기 좋은 농촌으로 만들어 보자는 것이다.
또한 국토를 효율적으로 활용하기 위해서 지금 추진하고 있는 4대강 유역 개발을 촉진하고 기타 중요 하천도 개발해야 하겠으며, 항만 개발, 도로망 확장, 고속도로, 고속화 도로, 기존 국도의 포장, 이런 것을 빨리 서둘러야 하겠고, 전 국토의 녹화를 위해서 앞으로 10개년 계획을 수입해 가지고, 80년대 초에 가서는 우리나라가 완전히 푸른 강산이 되어야 되겠다." 며 그의 연설에서 농촌 개발과 농업 진흥을 위한 수출증대는 빠지지 않았다.
그러나, 새마을 운동, 농업구조개혁이 실패하고 소득 격차가 크게 벌어지면서 1973년 연설과 달리 1977년 전후로 농업육성책은 차츰 밀려나고 급속한 지역격차 확대를 수반한 공업화가 실시되나, 1970년대 후반 농업이 GDP의 20~30%를 차지하고 그 이전에는 대부분의 국민들이 농민이었다는 점을 고려하면, 한국인들에게 돌아간 혜택으로만 봤을 때 그 의의는 자못 크다고 할 수 있을 것이다.

### IMF 외환위기
그러나 1997년 한국은 동아시아 외환위기라는 광범위한 경제적 재앙에 직면했다. 정부의 외환보유고는 60억 달러로 심각하게 제한되었고, 대부분은 다가오는 임기에 지출하기 위해 할당되었다. 30년 만에 최초의 민간인 출신 대통령인 김영삼은 그 당시 경제를 보호하는 데 실패했고, 김대중 (1998–2003)은 경제위기 상태에서 취임했다. 새로운 대통령은 공개적으로 재벌과 당시의 금융 및 정부 시스템에 반대했고, 그의 당선과 시민들의 노력, 국제통화기금의 580억 달러를 합하면서 2001년 8월 빚을 갚고 문제를 극복했다. 따라서 한국의 외환위기는 심각했지만 비슷한 상황을 겪은 다른 나라들에 비해 상대적으로 짧았다.

## 결과
구미국가산업단지 조성, 주민등록증 발급, 포항제철소 건립, 현대조선(현재, 현대중공업)의 추진, 강남 지역 개발, 베트남전 파병을 통한 한국군 병기 현대화 및 외화 소득 증대, 서울 지하철 1호선 건설 등 여러 개발이 이루어졌다.
그리고 1964년 수출 1억달러, 1970년 수출 10억달러 달성한 지 7년만인 1977년 수출 100억달러를 돌파하였다. 1980년대 중후반 3저 호황으로 고도성장이 가속화되어 1995년 1인당 국민소득 1만달러, 수출 1천억달러 돌파하였고 1996년 12월 12일 OECD 29번째 회원국으로 가입했다.
하지만, 1997년 11월말 IMF 외환위기가 덮치면서 한강의 기적은 역사 속으로 사라졌다.

## 같이 보기
- 대한민국의 경제
- 라인강의 기적
- 경제 개발 5개년 계획
- 경부고속도로
- 장면#중앙정보위원회&시국정화단 설치